# 过百龄
过百龄（1587年—1660年），名文年，字百龄，以字行，一作伯龄，江苏无锡人，是明末造诣最深、名声最大的围棋国手。过百龄在棋坛驰骋一生，继往开来，对明末至清乾隆时期围棋的飞速发展，作出了重大的贡献。

## 生平
《无锡县志》中记载：“开关延敌，莫敢仰视。因是数十年，天下之弈者以无锡过百龄为宗。”明末清初人钱谦益作诗赞颂过百龄，诗中写道：“八岁童牙上弈坛，白头旗纛许谁干，年来复尽楸枰谱，局后方知审局难。乌榜青油载弈师，东山太傅许追随，风流宰相清平世，谁识沿边一着棋。”
清代人秦松龄的《过文年传》这样写：“百龄，名文年，为邑名家子，生而颖慧，好读书，十一岁时，见人弈，则知虚实先后进退击守之法，曰：是无难也。与人弈辄胜，于是闾党间无不奇百龄者。”
过百龄的作品有《官子谱》、《三子谱》和《四子谱》等棋书。其中尤以《官子谱》价值最高，对围棋常见技巧作了比较透彻的论述，并受到日本棋界的重视。
另外，过百龄时代的官子同现代的官子意义不同。当时官子的意思大概是正着，好手的意思。《官子谱》一书包括现代意义上的官子部分，但更多篇幅用于死活，手筋等。